# Konstanty Marian Czartoryski
Konstanty Marian Czartoryski (ur. 9 kwietnia 1822 w Wiedniu, zm. 31 października 1891 tamże) – książę, polityk, dyplomata, dziedziczny członek Izby Panów.

## Zarys biografii
Był drugim synem księcia Konstantego Adama i Marii Dzierżanowskiej. Miał trzech braci: przyrodniego Adama Konstantego i dwóch rodzonych Aleksandra Romana i Jerzego Konstantego oraz siostrę Marię Zuzannę. Młodość spędzał i pierwsze wychowanie odebrał w Wiedniu. Z nadania ówczesnej głowy rodu Władysława Czartoryskiego pełnił rozmaite misje dyplomatyczne.
W 1861 roku spotkał się z papieżem Piusem IX oraz z sekretarzem stanu, kardynałem Antonellim (1806–1876). Podczas spotkań referował sytuację w kraju. Stolicy Apostolskiej doręczył memoriał O wpływie wypadków aktualnych w Polsce na życie religijne tego kraju. Po wybuchu powstania styczniowego udał się z misją do Szwecji. Zabiegał o poparcie Szwedów dla podjęcia wspólnej akcji dyplomatycznej. Podczas wizyty rozmawiał z królem Karolem XV. Przebywał następnie w Danii i Austrii. Sprawy polskie omawiał między innymi z cesarzem Franciszkiem Józefem I.
W kolejnych latach przebywał w Malines, w Belgii na Kongresie Ogólnego Stowarzyszenia Katolików w Europie oraz ponownie w Rzymie, dziękując Stolicy Apostolskiej za wyrażone wsparcie. Ostatnią misję pełnił między styczniem a kwietniem 1866 roku. Potem osiadł na stałe w Wiedniu i Galicji. Poseł do Sejmu Krajowego Galicji II (1867–1869), właściciel dóbr Bakończyce. Wybrany w I kurii obwodu Tarnopol, z okręgu wyborczego Tarnopol. W 1868 roku został dziedzicznym członkiem Izby Panów. Był stronnikiem Gołuchowskiego i przeciwnikiem Francji. Przez wiele lat zasiadał w radzie nadzorczej Kolei Karola Ludwika. Od 1890 roku był jej prezydentem. Interesował się literaturą, teatrem i muzyką. Zmarł 31 października 1891 roku. Nie był żonaty, nie zostawił potomstwa.